# Терентьев, Виктор Васильевич
Ви́ктор Васи́льевич Тере́нтьев (укр. Віктор Васильович Терентьєв; 16 декабря 1924, Москва, СССР — 14 февраля 2004, Москва, Россия) — советский футболист и тренер, двукратный обладатель Кубка СССР (1950,1954), мастер спорта СССР (1958), заслуженный тренер УССР (1961).

## Футбольная биография

### Карьера игрока
Коренной москвич Виктор Терентьев, в футбол начинал играть в местной юношеской команде «Мясокомбинат», в 1937 году.
В 1943—1944 годах выступал в составах динамовских команд Иваново и Москвы. С возобновлением чемпионата СССР, в 1945 году молодой полусредний нападающий провёл в ивановском «Динамо». В 1946 году возвратился в Москву, где играл за команду «Мясокомбината», а со следующего года был игроком московского «Пищевика», выступавшего в центральной зоне второй группы.
В 1948 году Виктора приглашают в московский «Спартак», который в том же году стал бронзовым призёром чемпионата. Свой первый матч за спартаковцев, в котором отличился и дебютным голом, провёл 22 июня 1948 года в поединке «Локомотив» (Москва) — «Спартак» — 1:5. Всего в дебютном сезоне форвард отыграл за москвичей 8 матчей из 20, отличившись 3 голами, что согласно регламенту оказалось недостаточно для получения медалей. Следующий сезон Терентьев уже был игроком основного состава, играя уверенно и результативно, отличившись в чемпионате 16 голами. Один из них, забитый нападающим 17 сентября 1949 года в ворота московского «Локомотива», стал для «Спартака» юбилейным — 500 в чемпионатах СССР. Команда по итогам сезона снова финишировала на третьем месте, а форвард заслуженно получил бронзовую медаль. В 1950 году спартаковцы выступили не столь удачно, заняв по итогам чемпионата 5 место, но успешно сыграли в турнире на Кубок СССР, дойдя до финала, в котором победили московское «Динамо» со счётом 3:0. Свой вклад в разгром соперника внёс и Терентьев, забив второй гол в поединке. Чемпионат 1951 года «Спартак» провёл ещё хуже предыдущего, заняв итоговое 6 место. В команде ощущалась нехватка квалифицированных игроков, фактически весь сезон спартаковцев вытянула основная обойма из 12 футболистов. Терентьев провёл 22 поединка и забил 4 мяча. Вскоре произошла смена тренера, в 1952 году команду возглавил её бывший игрок Василий Соколов. В сезонах 1952—1953 годов, ставших для «Спартака» «золотыми», Виктор практически не играл, к тому же часть сезона 1953 года провёл в «Спартаке» из Калинина.
В 1954 году Терентьев переходит в киевское «Динамо». В том же году киевская команда, впервые в своей истории, побеждает в турнире на Кубок СССР, обыграв в финале «Спартак» из Еревана — 2:1. Не ушёл с поля без гола и Терентьев, принимавший участие во всех кубковых матчах своей команды, открыв счёт в финальном поединке. Всего же в составе киевских динамовцев нападающий провёл четыре сезона.
В 1956 году в составе команды Украинской ССР принимал участие в Спартакиаде народов СССР, где стал бронзовым призёром.
Заканчивал Виктор игровую карьеру в запорожском «Металлурге».

### Карьера тренера
Закончив активные выступления, Виктор Васильевич вернулся в Киев, где работал в тренерском штабе киевского «Динамо», который возглавлял Вячеслав Соловьёв. В 1961 году динамовцы впервые в своей истории побеждают в чемпионате СССР. За этот успех Виктору Терентьеву, как одному из тренеров команды, было присвоено почётное звание «Заслуженный тренер Украинской ССР». После триумфального сезона в команде наступил спад, следующий чемпионат динамовцы закончили на 5 месте и вскоре Вячеслав Соловьёв покинул команду.
Чемпионат 1963 года Терентьев начал в должности старшего тренера и начальника команды. Но заметного прогресса в игре Виктору Васильевичу и его помощникам Михаилу Коману и Юрию Войнову добиться не удалось. Команда играла неровно, теряя важные очки, к середине сезона занимая 7 место. В июле Спорткомитет Украинской ССР принимает решение, до конца сезона назначить старшим тренером Анатолия Зубрицкого.
После этого Терентьев возвращается в Москву, где с июля 1963 года работает старшим тренером Федерации футбола РСФСР и входит в состав совета тренеров при Федерации футбола СССР, утверждается этим же советом одним из тренеров олимпийской сборной СССР. В 1964 году снова возвращается в киевское «Динамо», помощником возглавившего команду Виктора Маслова, с которым проработал почти семь лет. В сентябре 1970 года после отставки Маслова руководил командой до конца сезона. В 1971 году с приходом в команду Александра Севидова работал на должности начальника команды.
В 1973 году Виктор Васильевич покидает киевское «Динамо», с которым как помощник старшего тренера пять раз побеждал в чемпионатах СССР, трижды был серебряным призёром, дважды побеждал в Кубке СССР. В январе 1973 года 45-летний тренер по рекомендации предыдущего наставника Виктора Каневского возглавляет харьковский «Металлист». Но работа в харьковской команде не заладилась, и уже в мае Терентьев оставил свой пост.
В 1974 году Виктор Васильевич принял брянское «Динамо», аутсайдера второй лиги, безнадёжно занимавшего последнее место, и поднял команду на 8 место в турнирной таблице. Но в конце сезона спортивное руководство области затеяло организационную деятельность с переводом команды в другое ведомство, в результате команда чуть было не прекратила своё существование, а тренер, устав от неопределённости, покинул Брянск.
Вернувшись в Москву, был на административной работе. В 1975 году — начальник отдела игровых видов спорта российского совета ДСО «Динамо». В 1976 году — заместитель начальника отдела футбола и хоккея ЦС «Динамо».
В 1977—1980 годах работал помощником главного тренера в московском «Динамо». С 1981 года по апрель 1982 года — начальник отдела футбола МГС «Динамо».
С мая 1982 по июнь 1984 года — главный тренер команды «Динамо» (Кашира). В 1987—2002 годах Виктор Васильевич работал детским тренером в СДЮШОР «Динамо» (Москва).

## Образование
Окончил Киевский государственный институт физической культуры (1959).

## Достижения
- Обладатель Кубка СССР: 1950, 1954
- Бронзовый призёр чемпионата СССР: 1949
- Бронзовый призёр Спартакиады народов СССР: 1956
- В списках «33 лучших» в СССР: (№ 1—1952)